# Jan Domarski
Jan Domarski (Rzeszów, 28 de outubro de 19846) é um ex-futebolista polonês. Ele competiu na Copa do Mundo FIFA de 1974, sediada na Alemanha, na qual a seleção de seu país terminou na terceira colocação dentre os 15 participantes.